# Charlton Athletic F.C.
Charlton Athletic Football Club je angleški nogometni klub iz londonske četrti Charlton v mestnem okrožju Greenwich. Klub je bil ustanovljen 9. junija 1905. Osnovali pa so ga mladi športniki iz londonskega jugovzhoda (skupaj s četrtjo East Street Mission in četrtjo Blundell Mission).
Domače tekme od leta 1919 igra na stadionu The Valley v Charltonu. Klub je med letoma 1923 in 1924 nastopal tudi na Catfordu, v obdobju med 1985 in 1992 pa tudi na stadionih Crystal Palacea in West Ham Uniteda.
Barvi kluba sta rdeča in bela.
Charlton je postal profesionalni klub leta 1920, v nogometno ligo pa je vstopil leto pozneje. Klub je igral v prvi ligi angleškega nogometa v štirih obdobjih: med 1936 in 1957, med 1986 in 1990, med 1998 in 1999 ter med 2000 in 2007. Najuspešnejše obdobje za Charlton Athletic je bilo po koncu 2. svetovne vojne, ko so leta 1946 osvojili FA pokal.
Z začetkom sezone 2006/2007 je Charlton Athletic izpadel iz Premier lige v Championship ligo. Po dveh sezonah je nato padel še v nižji razred angleške lige, a se v letu 2012 vrnil v ligo Championship, kjer tudi sedaj igra.
Nogometaši Charlton Athletica so poznani pod nadimkom The Addicks.